# Stephanie Cook
Stephanie Cook (Irvine, 7 febbraio 1972) è un'ex pentatleta britannica.

## Palmarès
In carriera ha conseguito i seguenti risultati:
- Giochi Olimpici:

Sydney 2000: oro nel pentathlon moderno individuale.
- Mondiali:

Città del Messico 1998: argento nel pentathlon moderno a squadre e bronzo staffetta a squadre.
Budapest 1999: oro nel pentathlon moderno staffetta a squadre ed argento a squadre.
Pesaro 2000: argento nel pentathlon moderno a squadre e staffetta a squadre.
Millfield 2001: oro nel pentathlon moderno individuale, a squadre e staffetta a squadre.
- Europei

Tampere 1999: argento nel pentathlon moderno a squadre.
Székesfehérvár 2000: oro nel pentathlon moderno staffetta a squadre ed argento individuale ed a squadre.
Sofia 2001: oro nel pentathlon moderno a squadre ed individuale e bronzo staffetta a squadre.